# ايبكلي (أديامان)
ايبكلي (بالكردية: Elifî‏) (بالتركية: İpekli)‏ هي قرية كرديّة تتبع إداريّاً لمديرية أديامان في محافظة أديامان التركية الواقعة في جنوب شرق الأناضول. بلغ عدد سكانها 116 نسمة في عام 2021.